# Platypalpus kasparyani
Platypalpus kasparyani är en tvåvingeart som beskrevs av Igor Shamshev 1999. Platypalpus kasparyani ingår i släktet Platypalpus och familjen puckeldansflugor. Inga underarter finns listade i Catalogue of Life.